# Камара, Мохаммед
Мохаммед Кесселли Камара (англ. Mohammed Kesselly Kamara; 31 октября 1997, Синкор, Либерия) — либерийский футболист, нападающий израильского клуба «Хапоэль» Хайфа.

## Карьера
Футбольную карьеру начинал в США играя за различные команды учебных заведений. В январе 2019 года стал игроком немецкого клуба «Падерборн 07».
В августе 2019 года перешёл в «Лос-Анджелес Гэлакси II».
В январе 2021 года подписал контракт с турецким клубом «Хатайспор». 1 июля 2020 года в матче против клуба «Бешикташ» дебютировал в турецкой Суперлиге. 6 февраля 2021 года в матче против клуба «Касымпаша» забил свой дебютный мяч в турецкой Суперлиге.

## Достижения
«Падерборн 07»
- Серебряный призёр Второй Бундеслиги: 2018/19

## Клубная статистика
| Игровая карьера | Игровая карьера         | Игровая карьера | Лига | Лига | Кубок | Кубок | Межд. | Межд. | Др. | Др. |
| --------------- | ----------------------- | --------------- | ---- | ---- | ----- | ----- | ----- | ----- | --- | --- |
| 2018/19         | Падерборн 07            | Б               | —    | —    | —     | —     | —     | —     | —   | —   |
| 2019            | Лос-Анджелес Гэлакси II | Б               | 10   | 4    | —     | —     | —     | —     | —   | —   |
| 2020            | Лос-Анджелес Гэлакси II | Б               | —    | —    | —     | —     | —     | —     | —   | —   |
| 2020/21         | Менеменспор             | Б               | 10   | 3    | 1     | 0     | —     | —     | —   | —   |
| 2020/21         | Хатайспор               | А               | 21   | 1    | —     | —     | —     | —     | —   | —   |
| 2021/22         | Хатайспор               | А               | 23   | 4    | 2     | 0     | —     | —     | —   | —   |
| 2022            | Астана                  | А               | 2    | 0    | —     | —     | —     | —     | —   | —   |